# Sarah Jayne Dunn

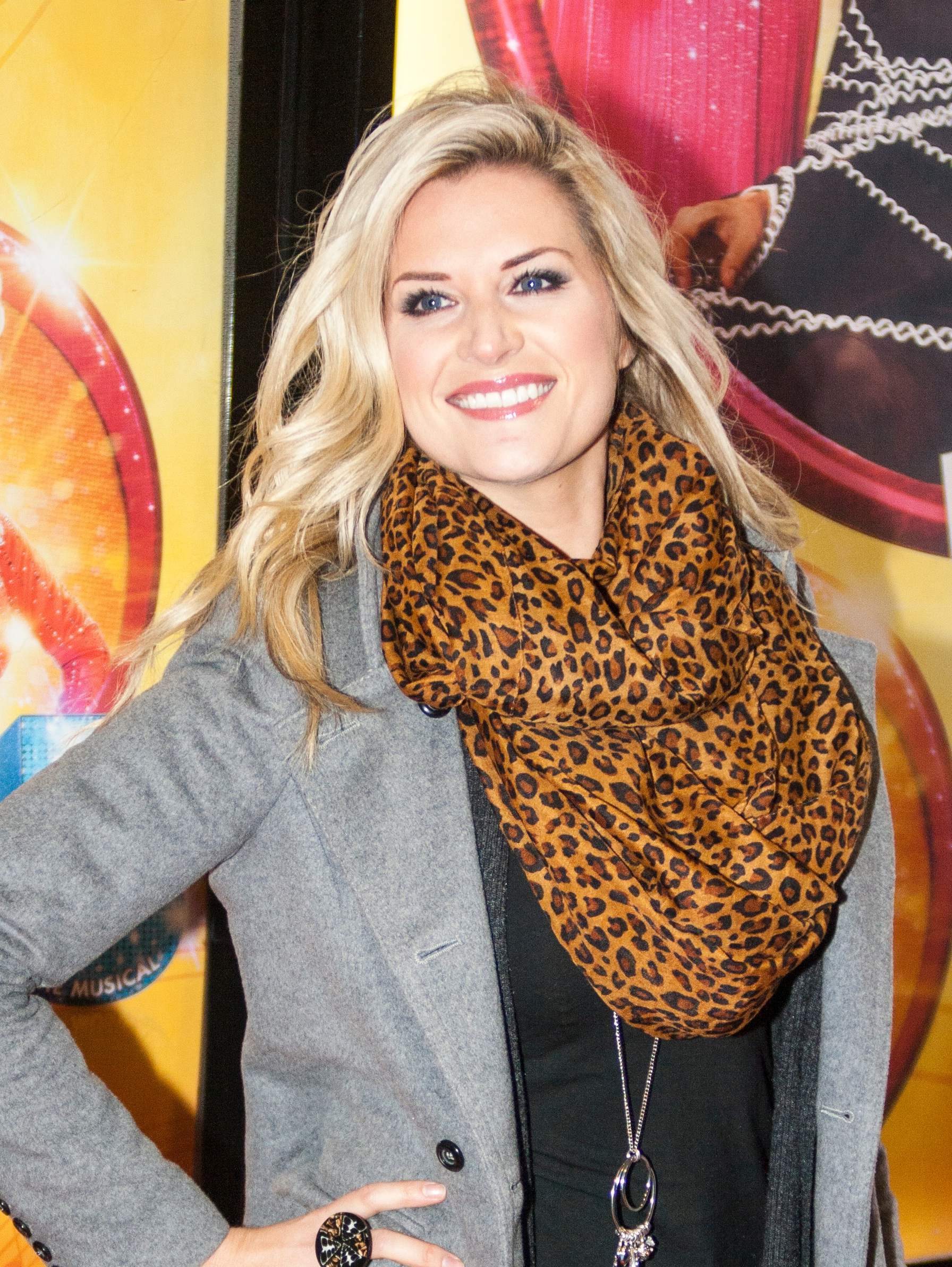
Sarah Jayne Dunn (2012)

Sarah Jayne Dunn (* 25. September 1981 in Leigh, Greater Manchester) ist eine britische Schauspielerin.

## Leben und Karriere
Dunn ging in Lowton in Greater Manchester zur Schule und wurde 14-jährig für die britische Fernseh-Seifenoper Hollyoaks engagiert, in der sie bis 2021 in 580 Episoden mitspielte. International bekannt wurde sie durch ihre Rolle in dem Batman-Film The Dark Knight (2008).
2010 spielte sie auf einer Theatertournee durch das Vereinigte Königreich die Hauptrolle von When Harry Met Sally.

## Filmografie (Auswahl)
- 1996–2021: Hollyoaks (Fernsehserie, 580 Episoden)
- 2007–2017: Doctors (Fernsehserie, 12 Episoden)
- 2008: The Dark Knight
- 2011: Exile (TV-Miniserie, 3 Episoden)
- 2014–2015: Casualty (Fernsehserie, 9 Episoden)